# Olimpiada szachowa 2010
| 39. Olimpiada szachowa Chanty-Mansyjsk 2010 |
|                                             |
|                                             |
| 2008 2012                                   |

39. Olimpiada szachowa (zarówno w konkurencji kobiet, jak i mężczyzn) została rozegrana w Chanty-Mansyjsku w dniach od 19 września do 4 października 2010 roku.
Pod względem regulaminowym, turnieje nie odbiegały od przeprowadzonej dwa lata wcześniej olimpiady w Dreźnie, na której wprowadzono rewolucyjne zmiany. Zespoły składały się z pięcioosobowych reprezentacji (w tym 1 rezerwowy), mecze rozgrywano na 4 szachownicach, a liczba rund wynosiła 11.
W turnieju otwartym sklasyfikowano 148 drużyn (zgłoszonych było 149), a w kobiecym – 115. Łącznie w obu turniejach uczestniczyło 815 zawodniczek i zawodników z tytułami międzynarodowymi, w tym w turnieju otwartym 242 arcymistrzów i 123 mistrzów międzynarodowych, a w kobiecym – 12 zawodniczek z tytułem męskiego arcymistrza, 67 arcymistrzyń, 41 szachistek z tytułem męskiego mistrza międzynarodowego oraz 88 mistrzyń międzynarodowych.
W trakcie trwania olimpiady odbył się 81. Kongres FIDE, podczas którego odbyły się wybory na prezydenta federacji, zakończone zwycięstwem Kirsana Ilumżynowa.

## Olimpiada szachowa mężczyzn (otwarta)

### Wyniki
Wyniki końcowe czołówki (147 drużyn, system szwajcarski, 11 rund).
| Miejsce | Kraj              | Punkty | Punkty dodatkowe |
| ------- | ----------------- | ------ | ---------------- |
| 1       | Ukraina           | 19     | 380,5            |
| 2       | Rosja (I)         | 18     | 379,5            |
| 3       | Izrael            | 17     | 367,5            |
| 4       | Węgry             | 17     | 355,5            |
| 5       | Chiny             | 16     | 362              |
| 6       | Rosja (II)        | 16     | 355              |
| 7       | Armenia           | 16     | 345              |
| 8       | Hiszpania         | 16     | 332              |
| 9       | Stany Zjednoczone | 16     | 315,5            |
| 10      | Francja           | 16     | 311,5            |
| 11      | Polska            | 15     | 346,5            |
| 12      | Azerbejdżan       | 15     | 333              |
| 13      | Rosja (III)       | 15     | 320,5            |
| 14      | Białoruś          | 15     | 307,5            |
| 15      | Holandia          | 15     | 305,5            |
| 16      | Słowacja          | 15     | 302,5            |
| 17      | Brazylia          | 15     | 290,5            |
| 18      | Indie             | 15     | 287              |
| 19      | Dania             | 15     | 257,5            |
| 20      | Czechy            | 14     | 338,5            |

| Miejsce | Kraj       | Punkty | Punkty dodatkowe |
| ------- | ---------- | ------ | ---------------- |
| 21      | Włochy     | 14     | 316,5            |
| 22      | Grecja     | 14     | 302,5            |
| 23      | Kuba       | 14     | 299              |
| 24      | Anglia     | 14     | 292              |
| 25      | Argentyna  | 14     | 281              |
| 26      | Estonia    | 14     | 277              |
| 27      | Kazachstan | 14     | 274              |
| 28      | Mołdawia   | 14     | 265              |
| 29      | Iran       | 14     | 259,5            |
| 30      | Gruzja     | 13     | 316              |
| 31      | Bułgaria   | 13     | 287,5            |
| 32      | Chorwacja  | 13     | 284,5            |
| 33      | Serbia     | 13     | 278,5            |
| 34      | Szwecja    | 13     | 277              |
| 35      | Litwa      | 13     | 268              |
| 36      | Słowenia   | 13     | 264,5            |
| 37      | Kanada     | 13     | 264              |
| 38      | Austria    | 13     | 263              |
| 39      | Rosja (IV) | 13     | 258              |
| 40      | Islandia   | 13     | 257,5            |

### Medaliści drużynowi
| Medale złote | Medale srebrne | Medale brązowe                                                                                             |
| Ukraina 1. Wasyl Iwanczuk · 2. Rusłan Ponomariow · 3. Pawło Eljanow · 4. Zachar Jefimenko · 5. Ołeksandr Moisejenko · | Rosja 1. Władimir Kramnik · 2. Aleksander Griszczuk · 3. Piotr Swidler · 4. Siergiej Kariakin · 5. Władimir Małachow · | Izrael 1. Boris Gelfand · 2. Emil Sutowski · 3. Ilja Smirin · 4. Maxim Rodshtein · 5. Wiktor Michalewski · |

### Medaliści za wyniki indywidualne
| Szachownica | Złote              | Złote | Srebrne           | Srebrne | Brązowe             | Brązowe |
| I           | Wasyl Iwanczuk     | 2890  | Lewon Aronian     | 2888    | Jan Niepomniaszczij | 2821    |
| II          | Emil Sutowski      | 2895  | Zoltán Almási     | 2801    | Wang Hao            | 2783    |
| III         | Witalij Tietieriew | 2853  | Pawło Eljanow     | 2737    | Siergiej Rublewski  | 2727    |
| IV          | Siergiej Kariakin  | 2859  | Zachar Jefimienko | 2783    | Anisz Giri          | 2730    |
| V           | Mateusz Bartel     | 2706  | Vlastimil Babula  | 2668    | Kiriłł Stupak       | 2660    |

### Wyniki reprezentantów Polski
| Szach. | Zawodnicy          | Ranking | Punkty | Partie | Wynik rankingowy |
| ------ | ------------------ | ------- | ------ | ------ | ---------------- |
| 1      | Radosław Wojtaszek | 2711    | 6      | 9      | 2769             |
| 2      | Bartosz Soćko      | 2657    | 4½     | 8      | 2663             |
| 3      | Bartłomiej Macieja | 2651    | 4      | 8      | 2545             |
| 4      | Kamil Mitoń        | 2629    | 7½     | 10     | 2714             |
| 5      | Mateusz Bartel     | 2599    | 7      | 9      | 2706             |

## Olimpiada szachowa kobiet

### Wyniki
Wyniki końcowe czołówki (111 drużyn, system szwajcarski, 11 rund).
| Miejsce | Kraj              | Punkty | Punkty dodatkowe |
| ------- | ----------------- | ------ | ---------------- |
| 1       | Rosja (I)         | 22     | 439,5            |
| 2       | Chiny             | 18     | 386,5            |
| 3       | Gruzja            | 16     | 384              |
| 4       | Kuba              | 16     | 348,5            |
| 5       | Stany Zjednoczone | 16     | 336,5            |
| 6       | Polska            | 16     | 336              |
| 7       | Azerbejdżan       | 16     | 320              |
| 8       | Bułgaria          | 16     | 296,5            |
| 9       | Ukraina           | 15     | 366,5            |
| 10      | Rosja (II)        | 15     | 335,5            |
| 11      | Armenia           | 15     | 327,5            |
| 12      | Grecja            | 15     | 316              |
| 13      | Rumunia           | 15     | 312,5            |
| 14      | Rosja (III)       | 15     | 287              |
| 15      | Węgry             | 14     | 320,5            |

| Miejsce | Kraj       | Punkty | Punkty dodatkowe |
| ------- | ---------- | ------ | ---------------- |
| 16      | Francja    | 14     | 314              |
| 17      | Indie      | 14     | 313,5            |
| 18      | Wietnam    | 14     | 278              |
| 19      | Iran       | 14     | 276              |
| 20      | Litwa      | 14     | 261,5            |
| 21      | Anglia     | 14     | 257,5            |
| 22      | Chorwacja  | 14     | 257,5            |
| 23      | Peru       | 14     | 246,5            |
| 24      | Słowacja   | 13     | 317,5            |
| 25      | Niemcy     | 13     | 313,5            |
| 26      | Serbia     | 13     | 304              |
| 27      | Izrael     | 13     | 290              |
| 28      | Holandia   | 13     | 279,5            |
| 29      | Kazachstan | 13     | 279,5            |
| 30      | Uzbekistan | 13     | 277,5            |

### Medalistki drużynowe
| Medale złote | Medale srebrne                                                                 | Medale brązowe |
| Rosja 1. Tatjana Kosincewa · 2. Nadieżda Kosincewa · 3. Aleksandra Kostieniuk · 4. Alisa Gallamowa · 5. Walentina Gunina · | Chiny 1. Hou Yifan · 2. Ju Wenjun · 3. Zhao Xue · 4. Huang Qian · 5. Wang Yu · | Gruzja 1. Nana Dzagnidze · 2. Lela Dżawachiszwili · 3. Salome Melia · 4. Sopiko Chuchaszwili · 5. Bela Chotenaszwili · |

### Medalistki za wyniki indywidualne
| Szachownica | Złote                | Złote | Srebrne             | Srebrne | Brązowe             | Brązowe |
| I           | Tatjana Kosincewa    | 2628  | Zejnab Mammedjarowa | 2623    | Hou Yifan           | 2573    |
| II          | Nadieżda Kosincewa   | 2662  | Ju Wenjun           | 2636    | Phạm Lê Thảo Nguyên | 2481    |
| III         | Yaniet Marrero López | 2511  | Salome Melia        | 2458    | Ilze Bērziņa        | 2450    |
| IV          | Inna Haponenko       | 2691  | Anastasija Bodnaruk | 2569    | Olga Wasiljew       | 2379    |
| V           | Marija Muzyczuk      | 2431  | Alina Kaszlinska    | 2327    | Bela Chotenaszwili  | 2289    |

### Wyniki reprezentantek Polski
| Szach. | Zawodniczki            | Ranking | Punkty | Partie | Wynik rankingowy |
| ------ | ---------------------- | ------- | ------ | ------ | ---------------- |
| 1      | Monika Soćko           | 2486    | 7      | 11     | 2515             |
| 2      | Jolanta Zawadzka       | 2410    | 5½     | 10     | 2279             |
| 3      | Joanna Majdan-Gajewska | 2333    | 8      | 10     | 2434             |
| 4      | Joanna Dworakowska     | 2315    | 7½     | 10     | 2367             |
| 5      | Beata Kądziołka        | 2295    | 1½     | 3      | 2167             |